# Idiopatska trombocitopenična purpura
Idiopatska trombocitopenična purpura (skraćeno ITP), je bolest koju karakterizira smanjen broj trombocita (trombocitopenija) nepoznatog uzroka (idioptaska). 
Stara podjela ITP bila je na akutnu bolest koja se javlja kod djece i spontano je prolazila bez specifičnog liječenja, najvjerojatnije posljedica virusne infekcije i na kroničnu bolest odraslih. Prema novim smjernicma primarna ITP je autoimuni poremećaj karakteriziran izoliranom trombocitopenijom bez drugog poznatog uzroka poremećaja. Bolest se dijeli prema fazama na:
- novodijagnosticirani ITP - poremećaj unutar 3 mjeseca,
- perzistenti ITP kod kojeg poremećaj broja trombocita traje od 3-12 mjeseci
- trajni ITP kod kojeg smanjeni broj je trombocita prisutan dulje od 12 mjeseci

Autoimuna patogeneza bolesti dokazana je Harrington–Hollingsworthovim pokusom. Tako da su uzrok bolesti kod 60% oboljelih od ITP antitijela usmjerena na glikoproteine na staničnim membranama trombocita. Takvi trombociti obloženi antitijelima fagocitirani su ponajviše u slezeni, ali i ostalim organima. Ako koštana srž ne uspije nadoknaditi nastali gubitak trombocita bržom proizvodnjom novih trombocita ili je proizvodnja novih trombocita oštečena, može doći do razvoja simptoma bolesti.
Vrlo često je ITP asimptomatska bolest, dok su najčešći simptomi krvarenje u kožu (petehija, purpura) ili sluznicu, krvarenja iz nosa ili zubnog mesa, menoragija, a može doći i do krvarenja u mozak ili krvarenja u probavnom sustavu. ITP karakterizira sklonost krvarenju uz smanjenje broja trombocita bez ostalih poremećaja, te se do dijagnoze dolazi isključivanjem ostalih uzroka takvog stanja koja su znatno češća, a posljedica su neke druge bolesti (npr. leukemija, liječenje heparinom, ciroza jetre, HIV). 
|  | Molimo pročitajte upozorenje o korištenju medicinskih informacija. Ne provodite liječenje bez savjetovanja s liječnikom! |